# Вайлдвуд-Крест (Нью-Джерсі)
Вайлдвуд-Крест (англ. Wildwood Crest) — місто (англ. borough) в США, в окрузі Кейп-Мей штату Нью-Джерсі. Населення — 3101 особа (2020).

## Географія
Вайлдвуд-Крест розташований за координатами 38°58′21″ пн. ш. 74°50′19″ зх. д. / 38.97250° пн. ш. 74.83861° зх. д. (38.972591, -74.838606).  За даними Бюро перепису населення США в 2010 році місто мало площу 3,39 км², з яких 2,94 км² — суходіл та 0,45 км² — водойми. В 2017 році площа становила 3,84 км², з яких 3,35 км² — суходіл та 0,49 км² — водойми.

### Клімат
| Клімат : Вайлдвуд-Крест | Клімат : Вайлдвуд-Крест | Клімат : Вайлдвуд-Крест | Клімат : Вайлдвуд-Крест | Клімат : Вайлдвуд-Крест | Клімат : Вайлдвуд-Крест | Клімат : Вайлдвуд-Крест | Клімат : Вайлдвуд-Крест | Клімат : Вайлдвуд-Крест | Клімат : Вайлдвуд-Крест | Клімат : Вайлдвуд-Крест | Клімат : Вайлдвуд-Крест | Клімат : Вайлдвуд-Крест | Клімат : Вайлдвуд-Крест |
| Показник                | Січ.                    | Лют.                    | Бер.                    | Квіт.                   | Трав.                   | Черв.                   | Лип.                    | Серп.                   | Вер.                    | Жовт.                   | Лист.                   | Груд.                   | Рік                     |
| Середній максимум, °C   | 5,5                     | 6,5                     | 10,2                    | 15,2                    | 20,4                    | 25,5                    | 28,3                    | 27,6                    | 24,6                    | 19,0                    | 13,4                    | 8,1                     | 17,1                    |
| Середня температура, °C | 1,6                     | 2,6                     | 6,2                     | 11,2                    | 16,3                    | 21,5                    | 24,4                    | 23,8                    | 20,5                    | 14,6                    | 9,3                     | 4,2                     | 13,1                    |
| Середній мінімум, °C    | −2,3                    | −1,3                    | 2,1                     | 7,2                     | 12,1                    | 17,6                    | 20,5                    | 20,1                    | 16,4                    | 10,2                    | 5,2                     | 0,2                     | 9,1                     |
| Норма опадів, мм        | 85                      | 72                      | 106                     | 92                      | 91                      | 81                      | 96                      | 104                     | 84                      | 92                      | 83                      | 92                      | 1077                    |
| Вологість повітря, %    | 66.9                    | 66.2                    | 64.4                    | 63.0                    | 67.1                    | 71.7                    | 70.7                    | 73.3                    | 70.2                    | 68.8                    | 68.0                    | 67.4                    | 68.2                    |
| ----------------------- | ----------------------- | ----------------------- | ----------------------- | ----------------------- | ----------------------- | ----------------------- | ----------------------- | ----------------------- | ----------------------- | ----------------------- | ----------------------- | ----------------------- | ----------------------- |
| Джерело: PRISM          |                         |                         |                         |                         |                         |                         |                         |                         |                         |                         |                         |                         |                         |

## Демографія
Згідно з переписом 2010 року, у селищі мешкало 3270 осіб у 1532 домогосподарствах у складі 917 родин. Було 5569 помешкань
Расовий склад населення:
| - 93,2 % — білих - 1,7 % — чорних або афроамериканців - 1,0 % — азіатів - 0,2 % — корінних американців - 1,8 % — осіб інших рас |

До двох чи більше рас належало 2,2 %. Частка іспаномовних становила 5,6 % від усіх жителів.
За віковим діапазоном населення розподілялося таким чином: 16,6 % — особи молодші 18 років, 57,0 % — особи у віці 18—64 років, 26,4 % — особи у віці 65 років та старші. Медіана віку мешканця становила 49,8 року. На 100 осіб жіночої статі у селищі припадало 96,2 чоловіків;  на 100 жінок у віці від 18 років та старших — 92,9 чоловіків також старших 18 років.
Середній дохід на одне домашнє господарство  становив 81 146 доларів США (медіана — 65 547), а середній дохід на одну сім'ю — 85 665 доларів (медіана — 67 083). Медіана доходів становила 50 500 доларів для чоловіків та 53 636 доларів для жінок. За межею бідності перебувало 4,4 % осіб, у тому числі 3,2 % дітей у віці до 18 років та 2,0 % осіб у віці 65 років та старших.
Цивільне працевлаштоване населення становило 1380 осіб. Основні галузі зайнятості: освіта, охорона здоров'я та соціальна допомога — 22,5 %, мистецтво, розваги та відпочинок — 20,7 %, роздрібна торгівля — 11,7 %, науковці, спеціалісти, менеджери — 11,1 %.